# Campeonato Africano de Atletismo de 2024 - Revezamento 4x400 m feminino
A prova dos 4 x 400 metros estafetas feminino do Campeonato Africano de Atletismo de 2024 foi disputada no dia 26 de junho, no Estádio de Japoma, em Duala, nos Camarões.

## Recordes
Antes desta competição, os recordes mundiais e do campeonato nesta prova eram os seguintes:
|                       | Nome                                                           | Nacionalidade   | Tempo     | Local   | Data                 |
| --------------------- | -------------------------------------------------------------- | --------------- | --------- | ------- | -------------------- |
| Recorde mundial       | Tatyana Ledovskaya Olga Nazarova Mariya Pinigina Olha Bryzhina | União Soviética | 3m 15s 17 | Seul    | 1 de outubro de 1988 |
| Recorde do campeonato | Jeanelle Griesel Wenda Nel Justine Palframan Caster Semenya    | África do Sul   | 3m 28s 49 | Durban  | 26 de junho de 2016  |
| Recorde africano      | Olabisi Afolabi Fatima Yusuf Charity Opara Falilat Ogunkoya    | Nigéria         | 3m 21s 04 | Atlanta | 3 de agosto de 1996  |

Os seguintes recordes foram estabelecidos durante esta competição:
| Data        | Evento | Atleta                                                                  | Nacionalidade | Tempo      | Notas                 |
| ----------- | ------ | ----------------------------------------------------------------------- | ------------- | ---------- | --------------------- |
| 26 de junho | Final  | Patience George, Esther Elo Joseph Omolara Ogunmakinju, Ella Onojuvwewo | Nigéria       | 3 m 27s 31 | Recorde do campeonato |

## Medalhistas
| Ouro                                                                                  | Prata                                                                        | Bronze                                                                 |
| Nigéria · Patience George · Esther Elo Joseph · Omolara Ogunmakinju · Ella Onojuvwewo | Zâmbia · Rhodah Njobvu · Niddy Mingilishi · Quincy Malekani · Abigail Sepiso | Quênia · Joan Cherono · Veronica Mutua · Esther Mbagari · Mercy Chebet |

## Cronograma
Todos os horários são locais (UTC+1).
| Data        | Hora  | Evento |
| ----------- | ----- | ------ |
| 26 de junho | 18:30 | Final  |

## Resultado final
A final ocorreu dia 26 de junho às 18:30 
| Posição           | Raia | Nacionalidade | Atletas                                                                        | Tempo   | Notas |
| ----------------- | ---- | ------------- | ------------------------------------------------------------------------------ | ------- | ----- |
| Medalha de ouro   | 2    | Nigéria       | Patience George, Esther Elo Joseph, Omolara Ogunmakinju, Ella Onojuvwewo       | 3:27.31 |       |
| Medalha de prata  | 7    | Zâmbia        | Rhodah Njobvu, Niddy Mingilishi, Quincy Malekani, Abigail Sepiso               | 3:32.18 |       |
| Medalha de bronze | 6    | Quênia        | Joan Cherono, Veronica Mutua, Esther Mbagari, Mercy Chebet                     | 3:32.65 |       |
| 4                 | 4    | Botswana      | Lydia Jele, Oratile Nowe, Kebonye Chikanyi Golekanye, Tshepang Manyika         | 3:33.13 |       |
| 5                 | 5    | Camarões      | Irène Bell Bonong, Roline Tedega, Justice Tonno Ondobo, Stéphanie Njuh Nstella | 3:43.75 |       |
| 6                 | 8    | Senegal       | Fatou Seck, Saphietou Diouf, Khoury Diagne, Fatou Gaye                         | 3:44.28 |       |
| 9                 | 1    | Marrocos      |                                                                                | DNS     |       |
| 9                 | 3    | Gana          |                                                                                | DNS     |       |

Legenda
| Recorde mundial       | Recorde mundial (World record)               |                       | Recorde africano                      | Recorde africano (African) |                                           | Q | Classificado por posição (Qualified) |
| Recorde do campeonato | Recorde do campeonato (Championship record)  | Recorde da América    | Recorde da América (Americas)         | q                          | Classificado por melhor tempo (Qualified) |   |                                      |
| Melhor marca do ano   | Melhor marca do ano (World leading)          | Recorde asiático      | Recorde asiático (Asian)              | DNS                        | Não largou (Did not start)                |   |                                      |
| Recorde nacional      | Recorde nacional (National record)           | Recorde europeu       | Recorde europeu (European)            | DNF                        | Não terminou (Did not finish)             |   |                                      |
| Recorde pessoal       | Recorde pessoal do atleta (Personal best)    | Recorde da Oceania    | Recorde da Oceania (Oceania)          | DSQ / DQ                   | Desclassificado (Disqualified)            |   |                                      |
| Recorde da temporada  | Recorde da temporada do atleta (Season best) | Recorde sul-americano | Recorde sul-americano (South America) | NM                         | Sem marca (No mark)                       |   |                                      |